# Солодчинское сельское поселение
Соло́дчинское се́льское посе́ление — муниципальное образование в составе Ольховского района Волгоградской области.
Административный центр — село Солодча.

## История
Солодчинское сельское поселение образовано 24 декабря 2004 года в соответствии с Законом Волгоградской области № 978-ОД.

## Население
| 2010  | 2012  | 2013  | 2014  | 2015  | 2016  | 2017  |
| ----- | ----- | ----- | ----- | ----- | ----- | ----- |
| 2050  | ↗2054 | ↗2067 | ↘2058 | ↗2083 | ↗2084 | ↘2030 |
| 2018  | 2019  | 2020  | 2021  |       |       |       |
| ↘2019 | ↘1988 | ↘1961 | ↘1913 |       |       |       |

## Состав сельского поселения
| № | Населённый пункт | Тип населённого пункта       | Население |
| - | ---------------- | ---------------------------- | --------- |
| 1 | Дмитриевка       | село                         | 87        |
| 2 | Захаровка        | село                         | 258       |
| 3 | Захаровка        | пристанционный посёлок       | 0         |
| 4 | Солодча          | село, административный центр | ↘1572     |
| 5 | Стефанидовка     | село                         | 120       |
| 6 | Тишанка          | село                         | 13        |

## Местное самоуправление
Глава сельского поселения
- Николай Викторович Богуслов
- с 9.04.2023 года - Юлия Сергеевна Вахромеева[13]